# Afrochthonius inaequalis
Espèce
Afrochthonius inaequalis est une espèce de pseudoscorpions de la famille des Pseudotyrannochthoniidae.

## Distribution
Cette espèce se rencontre en Afrique du Sud et au Lesotho.

## Publication originale
- Beier, 1958 : The Pseudoscorpionidea (false-scorpions) of Natal and Zululand. Annals of the Natal Museum, vol. 14, p. 155-187